# Blohm & Voss BV 40
|}

Blohm & Voss BV 40 là một loại tàu lượn tiêm kích của Đức quốc xã, nó được thiết kế để tấn công các đội hình máy bay ném bom của quân đồng minh.

## Tính năng kỹ chiến thuật
Dữ liệu lấy từ Warplanes of the Third Reich
Đặc điểm tổng quát
- Kíp lái: 1
- Chiều dài: 5.70 m (18 ft 8½ in)
- Sải cánh: 7.90 m (25 ft 11 in)
- Chiều cao: 1.63 m (5 ft 4⅛ in)
- Diện tích cánh: 8.70 m2 (93.6 ft2)
- Trọng lượng rỗng: 838 kg (1.844 lb)
- Trọng lượng có tải: 952 kg (2.094 lb)

Hiệu suất bay
- Vận tốc cực đại: 900 km/h (560 mph)

Vũ khí trang bị
- 2 × pháo MK 108 Rheinmetall Borsig 30 mm (1.18 in)